# Eden (Wisconsin)
Eden is een plaats (village) in de Amerikaanse staat Wisconsin, en valt bestuurlijk gezien onder Fond du Lac County.

## Demografie
Bij de volkstelling in 2000 werd het aantal inwoners vastgesteld op 687. In 2006 is het aantal inwoners door het United States Census Bureau geschat op 770, een stijging van 83 (12,1%).

## Geografie
Volgens het United States Census Bureau beslaat de plaats een oppervlakte van 1,3 km², geheel bestaande uit land. Eden ligt op ongeveer 316 m boven zeeniveau.

## Plaatsen in de nabije omgeving
De onderstaande figuur toont nabijgelegen plaatsen in een straal van 16 km rond Eden.